# Arena Football League

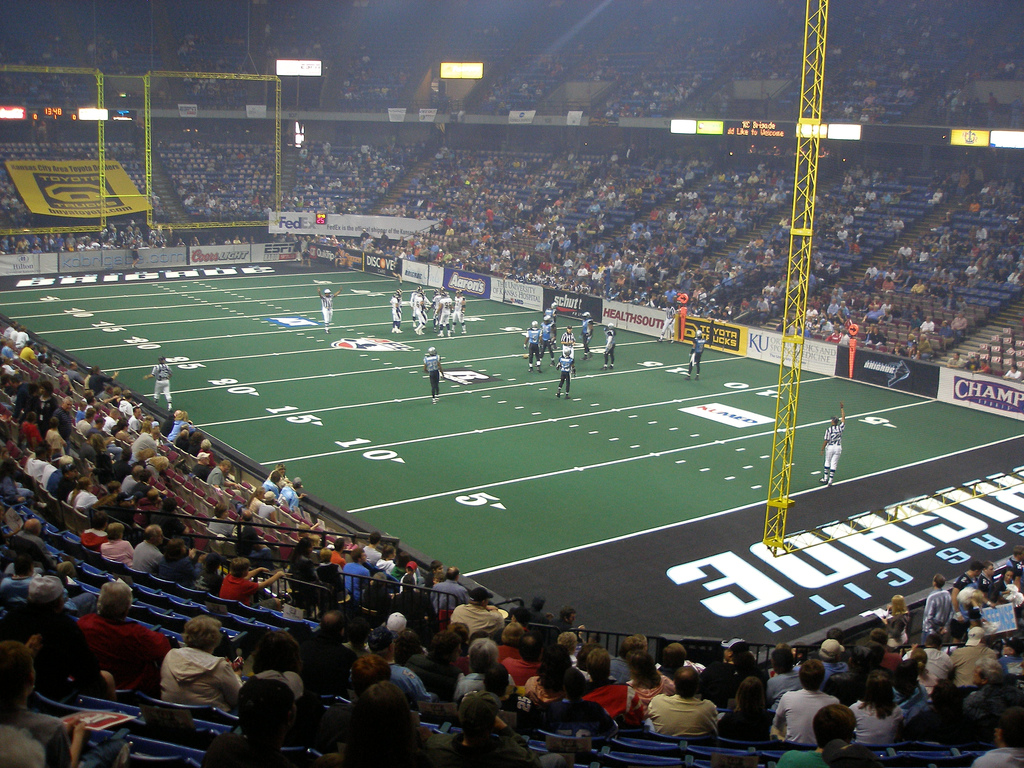
Die Kemper Arena in Kansas City bei einem Spiel der AFL.

Die Arena Football League (AFL) war die erste und ehemals größte Liga für Arena Football in den Vereinigten Staaten. Sie spielte von 1987 bis 2008 sowie von 2010 bis 2019.
Im April 2024 wurde der Spielbetrieb einer dritten Inkarnation der Liga aufgenommen, die jedoch nur eine Saison zu Ende brachte. Nachfolger ist die Arena Football One.

## Geschichte

### Gründung 1987
Der Arena Football geht auf eine Idee von Jim Foster zurück, nachdem dieser 1981 ein Hallenfußballspiel im Madison Square Garden besuchte. Er entwarf die Regeln des Spiels und ließ diese 1987 patentieren. Foster war zu dieser Zeit PR-Manager der National Football League (NFL) und arbeitete 1982 für die neu gegründete United States Football League (USFL). Nach dem Ende der USFL organisiere Foster erste Testspiele im Arena Football.
Am 19. Juni 1987 startete die AFL mit vier Mannschaften: Pittsburgh Gladiators, Denver Dynamite, Washington Commandos und Chicago Bruisers. Die Liga lief anfangs mehr schlecht als recht, nur wenige Teams waren profitabel und nur sporadisch wurden zeitversetzte Fernsehübertragen auf ESPN gesendet. Trotzdem stabilisierten sich die Zuschauerzahlen auf einen Schnitt von 10.000 bis 11.000. Die Zahl der Mannschaften stieg kontinuierlich an, auch wenn immer wieder Teams zurückzogen, pausierten oder umzogen.

### Hochphase von 2000 bis 2008 und erste Insolvenz 2009
Im Februar 1999 erlaubte die NFL ihren Franchisebesitzern, auch Franchises in der AFL zu starten. Zudem erwarb die NFL eine Option zum Kauf von 49,9 % der Anteile der AFL, diese wurde jedoch nie gezogen. Durch den Gewinn des Super Bowl XXXIV durch Kurt Warners St. Louis Rams wurde die AFL noch bekannter: Warner hatte drei Jahre für die AFL-Franchise Iowa Barnstormers gespielt. Die AFL konnte nun einen attraktiveren Fernsehvertrag mit TNN abschließen. Um auch mittlere und kleinere Märkte zu bedienen, nahm zudem zur Saison 2000 die af2 als Development League ihren Spielbetrieb auf.
Während die New Economy Krise und die Anschlägen vom 11. September zu einem Zuschauerrückgang in der AFL führten, wuchs die durchschnittliche Zuschauerzahl bis 2008 auf knapp 13.000 Zuschauer pro Spiel an. Mit neuen Teams, die zum Teil Besitzern von NFL-Teams gehörten, stieg die Zahl der Mannschaften bis auf 19 an. 
Mitte 2008 kündigte die AFL drei Testspiele in Deutschland an, die im November 2008 sowie im Februar und Juli 2009 stattfinden sollten. Für 2010 seien sogar AFL-Mannschaften in Deutschland angedacht. 
Aufgrund finanzieller Probleme während der Wirtschaftskrise und des Rückzugs eines angekündigten neuen Investors wurde die Saison 2009 abgesagt. Die af2 spielte 2009 ihre letzte Saison. Im August 2009 wurde das Insolvenzverfahren über die AFL eröffnet.

### Neustart und zweite Insolvenz

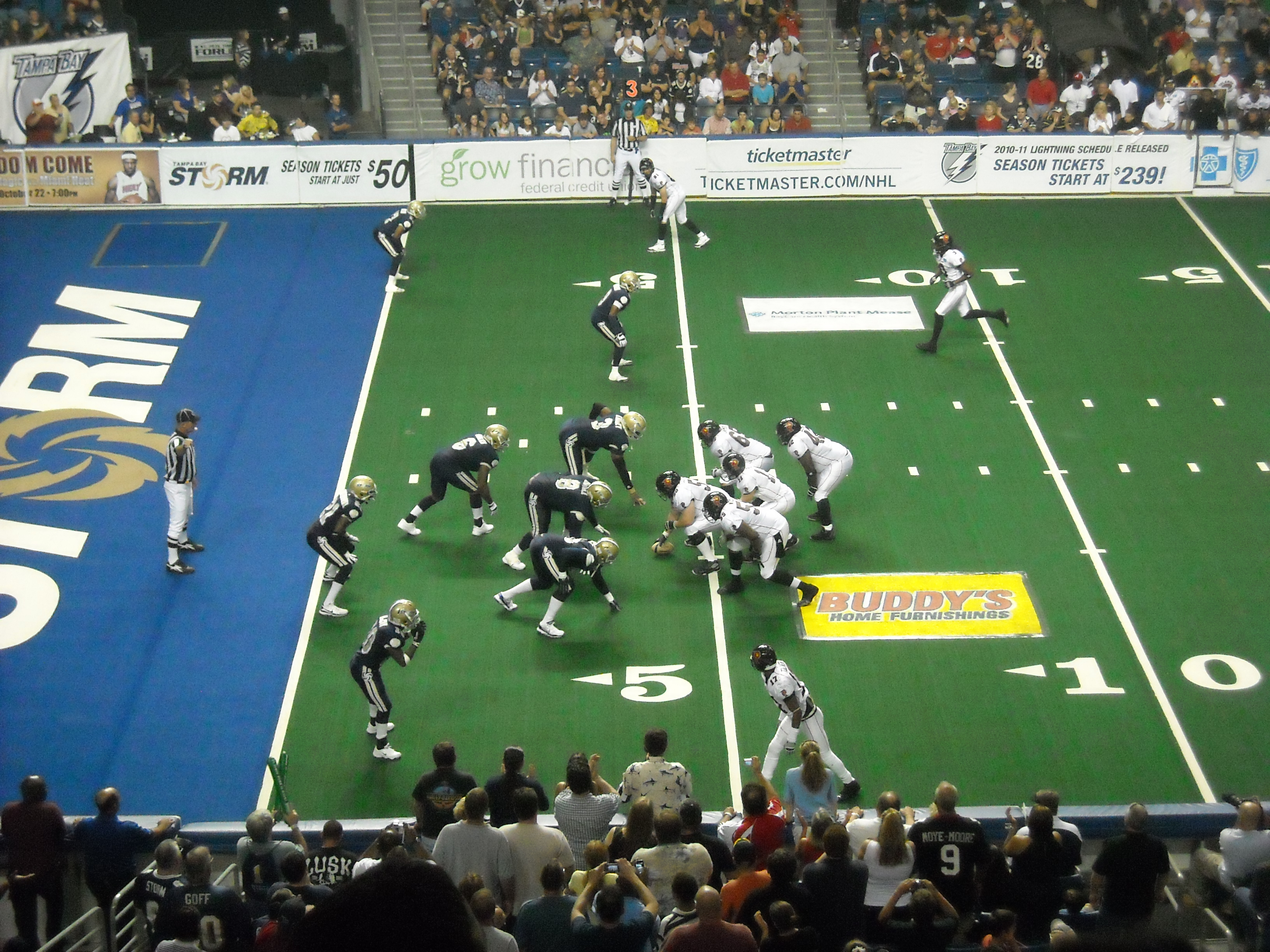
Die Orlando Predators im Angriff gegen die Tampa Bay Storm im St. Pete Times Forum in Tampa, Florida, 31. Juli 2010.

Schon kurz nach der Insolvenz wurde die Liga unter dem Namen „Arena Football 1“ neu gegründet, die die Rechte an der AFL aus der Insolvenzmasse erwarb. Dabei wurde vor allen Dingen Wert auf ein verbessertes Finanzkonzept gelegt. Bei der Neugründung wurden einige Mannschaften (teils mit Namenswechsel) übernommen, Teams aus der Minor League af2 eingegliedert und zwei neue gegründet. Im April 2010 wurde der Spielbetrieb dann unter Verwendung des alten Liganamens mit 15 Mannschaften wieder aufgenommen.
Bestand die Liga 2011 noch aus 18 Mannschaften, waren es 2018 nur noch deren vier. Seit Jahren kämpfte die Liga mit Rückzügen vieler Teams. Ursachen waren zum einen die häufig prekäre finanzielle Lage der Mannschaften, Zuschauerschnitt lag nun aber etwa ein Drittel unter dem Durchschnitt in den Jahren vor 2008. Zum anderen wechselten einige der stabileren Teams, unter anderem mit den Iowa Barnstormers, eines der Urgesteine der AFL, in die 2008 neu gegründete Indoor Football League (IFL). Nichtsdestotrotz galt die AFL als die beste Arena Football Liga in den USA. Spieler verdienten um ein Vielfaches mehr als in der zweitklassig angesehenen Indoor Football League. Durchschnittlich verdienten die Spieler $875 pro Spiel plus Boni oder Unterkünfte. In der IFL verdienen die Spieler im Durchschnitt $250 pro Spiel plus eventuell Unterkunft und Verpflegung.
Auch das traditionsreiche Franchise der Tampa Bay Storm gab im Dezember 2017 bekannt, dass man zur Saison 2018 nicht mehr am Ligabetrieb teilnehmen werde. Gründe dafür seien die schwache strukturelle Lage der Liga sowie sinkende Einnahmen durch nur fünf Mannschaften in der AFL. Im Oktober 2019 stellten alle Teams ihren Betrieb ein und Ende November 2019 ging die AFL zum zweiten Mal in die Insolvenz.

### Weiterer Neustart unter neuem Eigentümer
Im Januar 2022 erwarb F1 Sports & Entertainment die Rechte an der Arena Football League. Commissioner ist Lee A. Hutton III. Am 27. April 2024 startet die Liga mit 16 Mannschaften in ihre erste Saison. Acht Teams wurden neu gegründet, vier davon unter Nutzung der Namen früherer AFL-Franchises. Fünf Teams kamen aus der Champions Indoor Football, die in der AFL aufging. Drei Mannschaften wechselten aus der National Arena League. Für 2025 sind zwei Expansionsmannschaften vorgesehen, an deren Standorten 2024 bereits die Playoffs stattfinden.
Am 27. April 2024 nahm die Liga den Spielbetrieb der Saison 2024 auf. Der Saisonbeginn wurde von zahlreichen Problemen begleitet. Spieler und Trainer der Philadelphia Soul verließen das Team kurz vor dem ersten Spiel, da sie nicht bezahlt worden seien. Kurzfristig liefen die Spieler der Dallas Falcons (American Arena League) in den Trikots der Soul gegen die Louisiana VooDoo auf. VooDoo musste sein Heimspiel von Lake Charles nach Lafayette zu verlegen, da laut Angabe der Arena in Lake Charles VooDoo Miete und Versicherung nicht übernehmen wollen. Die Spielstätte der Oregon Blackbears in Salem wurde als unsicher eingestuft. In. der Folge musste der Spielplan der Liga kurzfristig geändert werden. Iowa Rampage zog sich nach dem ersten Spieltag zurück. Das Management des Team beschuldigte Commissioner Hutton, nicht wie versprochen erhöhte Kosten zu tragen. Southwest Kansas Storm bezahlte die Spieler der Rampage, damit diese noch zum Heimspiel der Storm antreten, danach wurde Rampage aufgelöst. Einige Tage später löste sich Georgia Force auf, schließlich erklärte Philadelphia Soul die Einstellung des Spielbetriebs für die Saison 2024. Die Rapid City Marshals traten kurz vor Spielbeginn ihres Spiels am dritten Spieltag in Streik.
Am 13. Mai 2024 stellte Minnesota Myth den Spielbetrieb ein, das Team von Diana Hutton, der Ehefrau des Commissioners Lee Hutton. Einen Tag später setzen die verbliebenen Eigner Lee Hutton ab und setzen den Präsidenten der Nashville Kats, Jeff Fisher, als Interims-Commissioner ein. Das Ende der Saison erlebten acht der 16 Teams. Nach der Saison gründeten die verbliebenen Teams eine neue Liga unter dem Namen Arena Football One. Fisher wurde Commissioner der neuen AF1.

## ArenaBowl
Alle Ergebnisse des ArenaBowl, das jährliche AFL-Endspiel der beiden Conference-Sieger, seit 1987:
| Spiel                 | Datum         | Gewinner             | Gewinner | Verlierer             | Verlierer | Spielort                          | Zuschauer |
| --------------------- | ------------- | -------------------- | -------- | --------------------- | --------- | --------------------------------- | --------- |
| ArenaBowl I           | 1. Aug. 1987  | Denver Dynamite      | 45       | Pittsburgh Gladiators | 16        | Pittsburgh Civic Arena            | 13.232    |
| ArenaBowl II          | 30. Juli 1988 | Detroit Drive        | 24       | Chicago Bruisers      | 13        | Rosemont Horizon                  | 15.018    |
| ArenaBowl III         | 18. Aug. 1989 | Detroit Drive        | 39       | Pittsburgh Gladiators | 26        | Joe Louis Arena                   | 12.046    |
| ArenaBowl IV          | 11. Aug. 1990 | Detroit Drive        | 51       | Dallas Texans         | 27        | Joe Louis Arena                   | 19.875    |
| ArenaBowl V           | 17. Aug. 1991 | Tampa Bay Storm      | 48       | Detroit Drive         | 42        | Joe Louis Arena                   | 20.357    |
| ArenaBowl VI          | 22. Aug. 1992 | Detroit Drive        | 56       | Orlando Predators     | 38        | Orlando Arena                     | 13.680    |
| ArenaBowl VII         | 21. Aug. 1993 | Tampa Bay Storm      | 51       | Detroit Drive         | 31        | Joe Louis Arena                   | 12.989    |
| ArenaBowl VIII        | 2. Sep. 1994  | Arizona Rattlers     | 36       | Orlando Predators     | 31        | Orlando Arena                     | 14.368    |
| ArenaBowl IX          | 1. Sep. 1995  | Tampa Bay Storm      | 48       | Orlando Predators     | 35        | ThunderDome                       | 25.087    |
| ArenaBowl X           | 26. Aug. 1996 | Tampa Bay Storm      | 42       | Iowa Barnstormers     | 38        | Iowa Veterans Memorial Auditorium | 11.411    |
| ArenaBowl XI          | 25. Aug. 1997 | Arizona Rattlers     | 55       | Iowa Barnstormers     | 33        | America West Arena                | 17.436    |
| ArenaBowl XII         | 23. Aug. 1998 | Orlando Predators    | 62       | Tampa Bay Storm       | 31        | Ice Palace                        | 17.222    |
| ArenaBowl XIII        | 21. Aug. 1999 | Albany Firebirds     | 59       | Orlando Predators     | 48        | Pepsi Arena                       | 13.652    |
| ArenaBowl XIV         | 20. Aug. 2000 | Orlando Predators    | 41       | Nashville Kats        | 38        | TD Waterhouse Centre              | 15.989    |
| ArenaBowl XV          | 19. Aug. 2001 | Grand Rapids Rampage | 64       | Nashville Kats        | 42        | Van Andel Arena                   | 11.217    |
| ArenaBowl XVI         | 18. Aug. 2002 | San Jose SaberCats   | 52       | Arizona Rattlers      | 14        | HP Pavilion at San Jose           | 16.942    |
| ArenaBowl XVII        | 22. Juni 2003 | Tampa Bay Storm      | 43       | Arizona Rattlers      | 29        | St. Pete Times Forum              | 20.469    |
| ArenaBowl XVIII       | 27. Juni 2004 | San Jose SaberCats   | 69       | Arizona Rattlers      | 62        | America West Arena                | 17.391    |
| ArenaBowl XIX         | 12. Juni 2005 | Colorado Crush       | 51       | Georgia Force         | 48        | Thomas & Mack Center              | 10.822    |
| ArenaBowl XX          | 11. Juni 2006 | Chicago Rush         | 69       | Orlando Predators     | 61        | Thomas & Mack Center              | 13.476    |
| ArenaBowl XXI         | 29. Aug. 2007 | San Jose SaberCats   | 55       | Columbus Destroyers   | 33        | New Orleans Arena                 | 17.056    |
| ArenaBowl XXII        | 27. Juli 2008 | Philadelphia Soul    | 59       | San Jose SaberCats    | 56        | New Orleans Arena                 | 17.244    |
| AFL Saison ausgesetzt | 2009          |                      |          |                       |           |                                   |           |
| ArenaBowl XXIII       | 20. Aug. 2010 | Spokane Shock        | 69       | Tampa Bay Storm       | 57        | Spokane Veterans Memorial Arena   | 11.017    |
| ArenaBowl XXIV        | 12. Aug. 2011 | Jacksonville Sharks  | 73       | Arizona Rattlers      | 70        | US Airways Center                 | 14.320    |
| ArenaBowl XXV         | 10. Aug. 2012 | Arizona Rattlers     | 72       | Philadelphia Soul     | 54        | New Orleans Arena                 | 13.648    |
| ArenaBowl XXVI        | 17. Aug. 2013 | Arizona Rattlers     | 48       | Philadelphia Soul     | 39        | Amway Center                      | 12.039    |
| ArenaBowl XXVII       | 23. Aug. 2014 | Arizona Rattlers     | 72       | Cleveland Gladiators  | 32        | Quicken Loans Arena               | 18.410    |
| ArenaBowl XXVIII      | 29. Aug. 2015 | San Jose SaberCats   | 68       | Jacksonville Sharks   | 47        | Stockton Arena                    | 09.115    |
| ArenaBowl XXIX        | 26. Aug. 2016 | Philadelphia Soul    | 56       | Arizona Rattlers      | 42        | Gila River Arena                  | 13.390    |
| ArenaBowl XXX         | 26. Aug. 2017 | Philadelphia Soul    | 44       | Tampa Bay Storm       | 40        | Wells Fargo Center                | 13.648    |
| ArenaBowl XXXI        | 28. Juli 2018 | Washington Valor     | 69       | Baltimore Brigade     | 55        | Royal Farms Arena                 | 8.183     |
| ArenaBowl XXXII       | 11. Aug. 2019 | Albany Empire        | 45       | Philadelphia Soul     | 27        | Times Union Center                | 12.042    |
|                       |               |                      |          |                       |           |                                   |           |
| ArenaBowl XXXIII      | 19. Juli 2024 | Billings Outlaws     | 46       | Albany Firebirds      | 41        | American Dream Center             |           |

## Titelträger
| Mannschaft           | Anzahl Titel | Jahre                        |
| -------------------- | ------------ | ---------------------------- |
| Arizona Rattlers     | 5            | 1994, 1997, 2012, 2013, 2014 |
| Tampa Bay Storm      | 5            | 1991, 1993, 1995, 1996, 2003 |
| Detroit Drive        | 4            | 1988, 1989, 1990, 1992       |
| San Jose SaberCats   | 4            | 2002, 2004, 2007, 2015       |
| Philadelphia Soul    | 3            | 2008, 2016, 2017             |
| Orlando Predators    | 2            | 1998, 2000                   |
| Albany Firebirds     | 1            | 1999                         |
| Chicago Rush         | 1            | 2006                         |
| Colorado Crush       | 1            | 2005                         |
| Denver Dynamite      | 1            | 1987                         |
| Grand Rapids Rampage | 1            | 2001                         |
| Jacksonville Sharks  | 1            | 2011                         |
| Spokane Shock        | 1            | 2010                         |
| Washington Valor     | 1            | 2018                         |
| Albany Empire        | 1            | 2019                         |
| Billings Outlaws     | 1            | 2024                         |

## Teamliste der AFL-Historie
| Team                            | Spielzeiten                     |
| ------------------------------- | ------------------------------- |
| Alabama Vipers                  | 2010                            |
| Albany Empire                   | 2018–2019                       |
| Albany Firebirds                | 1990–2000                       |
| Atlantic City Blackjacks        | 2019                            |
| Anaheim Piranhas                | 1996–1997                       |
| Arizona Rattlers                | 1992–2008, 2010–2016            |
| Austin Wranglers                | 2004–2007                       |
| Baltimore Brigade               | 2017–2019                       |
| Bossier-Shreveport Battle Wings | 2010                            |
| Buffalo Destroyers              | 1999–2003                       |
| Carolina Cobras                 | 2000–2004                       |
| Charlotte Rage                  | 1992–1996                       |
| Chicago Bruisers                | 1987–1989                       |
| Chicago Rush                    | 2001–2008, 2010–2013            |
| Cincinnati Rockers              | 1992–1993                       |
| Cleveland Gladiators            | 2008, 2010–2017                 |
| Cleveland Thunderbolts          | 1992–1994                       |
| Colorado Crush (AFL)            | 2003–2008                       |
| Columbus Destroyers             | 2004–2008, 2019                 |
| Columbus Thunderbolts           | 1991                            |
| Connecticut Coyotes             | 1995–1996                       |
| Dallas Desperados               | 2002–2008                       |
| Dallas Texans (AFL)             | 1990–1993                       |
| Dallas Vigilantes               | 2010–2011                       |
| Denver Dynamite                 | 1987, 1989–1991                 |
| Detroit Drive                   | 1988–1993                       |
| Detroit Fury                    | 2001–2004                       |
| Florida Bobcats                 | 1996–2001                       |
| Fort Worth Cavalry              | 1994                            |
| Georgia Force                   | 2002–2008, 2011–2012            |
| Grand Rapids Rampage            | 1998–2008                       |
| Houston ThunderBears            | 1998–2001                       |
| Indiana Firebirds               | 2001–2004                       |
| Iowa Barnstormers               | 1995–2000, 2010–2014            |
| Jacksonville Sharks             | 2010–2016                       |
| Kansas City Brigade             | 2006–2008                       |
| Kansas City Command             | 2011–2012                       |
| Las Vegas Gladiators            | 2003–2007                       |
| Las Vegas Outlaws               | 2015                            |
| Las Vegas Sting                 | 1994–1995                       |
| Los Angeles Avengers            | 2000–2008                       |
| Los Angeles Cobras              | 1988                            |
| Los Angeles KISS                | 2014–2016                       |
| Maryland Commandos              | 1989                            |
| Massachusetts Marauders         | 1994                            |
| Memphis Pharaohs                | 1995–1996                       |
| Miami Hooters                   | 1993–1995                       |
| Milwaukee Iron                  | 2010                            |
| Milwaukee Mustangs (1993–2001)  | 1994–2001                       |
| Milwaukee Mustangs (2011–2012)  | 2011–2012                       |
| Minnesota Fighting Pike         | 1996                            |
| Nashville Kats                  | 1997–2001, 2005–2007            |
| New England Sea Wolves          | 1999–2000                       |
| New England Steamrollers        | 1988                            |
| New Jersey Gladiators           | 2001–2002                       |
| New Jersey Red Dogs             | 1997–2000                       |
| New Orleans Night               | 1991–1992                       |
| New Orleans VooDoo              | 2004–2005, 2007–2008, 2011–2015 |
| New York CityHawks              | 1997–1998                       |
| New York Dragons                | 2001–2008                       |
| New York Knights                | 1988                            |
| Oklahoma Wranglers              | 2000–2001                       |
| Oklahoma City Yard Dawgz        | 2010                            |
| Orlando Predators               | 1991–2008, 2010–2016            |
| Philadelphia Soul               | 2004–2008, 2011–2019            |
| Pittsburgh Gladiators           | 1987–1990                       |
| Pittsburgh Power                | 2011–2014                       |
| Portland Forest Dragons         | 1997–1999                       |
| Portland Steel                  | 2016                            |
| Portland Thunder                | 2014–2015                       |
| Sacramento Attack               | 1992                            |
| San Antonio Force               | 1992                            |
| San Antonio Talons              | 2012–2014                       |
| San Jose SaberCats              | 1995–2008, 2011–2015            |
| Spokane Shock                   | 2010–2015                       |
| St. Louis Stampede              | 1995–1996                       |
| Tampa Bay Storm                 | 1991–2008, 2010–2017            |
| Texas Terror                    | 1996–1997                       |
| Toronto Phantoms                | 2001–2002                       |
| Tulsa Talons                    | 2010–2011                       |
| Utah Blaze                      | 2006–2008, 2010–2013            |
| Washington Commandos            | 1987, 1990                      |
| Washington Valor                | 2017–2019                       |

### Mannschaften der AFL 2024
| Team                    | Standort                   | Gegründet | Anmerkung |
| ----------------------- | -------------------------- | --------- | --- |
| Albany Firebirds        | Albany, New York           | 2023      | Wechsel aus National Arena League (als Albany Empire), Übernahme des alten AFL-Namens                                    |
| Minnesota Myth          | Saint Paul, Minnesota      | 2023      | Neugründung, Spielbetrieb eingestellt nach drei Spielen                                                                  |
| Nashville Kats          | Nashville, Tennessee       | 2023      | Neugründung der früheren AFL-Franchise                                                                                   |
| Philadelphia Soul       | Philadelphia, Pennsylvania | 2023      | Travel team 2024, keine Heimspiele, Neugründung der ehemaligen AFL-Franchise, Spielbetrieb eingestellt nach zwei Spielen |
| Georgia Force           | Atlanta, Georgia           | 2023      | Neugründung der früheren AFL-Franchise, Spielbetrieb eingestellt nach zwei Spielen                                       |
| Louisiana VooDoo        | Lake Charles, Louisiana    | 2023      | Neugründung der früheren AFL-Franchise, Spielbetrieb eingestellt nach zwei Spielen                                       |
| Orlando Predators       | Orlando, Florida           | 2019      | Wechsel aus National Arena League, Neugründung der ehemaligen AFL-Franchise                                              |
| West Texas Desert Hawks | Odessa, Texas              | 2019      | Wechsel aus National Arena League (als West Texas Warbirds), Spielbetrieb eingestellt nach neun Spielen                  |
| Iowa Rampage            | Council Bluffs, Iowa       | 2023      | Neugründung, Spielbetrieb eingestellt nach zwei Spielen                                                                  |
| Salina Liberty          | Salina, Kansas             | 2015      | Wechsel aus Champions Indoor Football                                                                                    |
| Southwest Kansas Storm  | Dodge City, Kansas         | 2021      | Wechsel aus Champions Indoor Football                                                                                    |
| Wichita Regulators      | Park City, Kansas          | 2023      | Gegründet als Expansionsteam für Champions Indoor Football                                                               |
| Billings Outlaws        | Billings, Montana          | 2021      | Wechsel aus Champions Indoor Football, Neugründung der ehemaligen IFL-Franchise                                          |
| Oregon Blackbears       | Salem, Oregon              | 2023      | Neugründung, Spielbetrieb eingestellt nach vier Spielen                                                                  |
| Rapid City Marshals     | Rapid City, South Dakota   | 2021      | Wechsel aus Champions Indoor Football, Spielbetrieb eingestellt nach drei Spielen                                        |
| Washington Wolfpack     | Everett, Washington        | 2023      | Neugründung |